# Jan Jáchym ze Žerotína
Jan Jáchym svobodný pán, později hrabě ze Žerotína (1. duben 1667 Velké Losiny – 8. květen 1716 Vídeň), německy Johann Joachim Graf von Zierotin byl moravský šlechtic z losinsko-vízmberské linie rodu Žerotínů. Na vídeňském dvoře zastával po dlouhou dobu úřad skutečného císařského komorníka.

## Život

### Dětství a mládí
Narodil se jako mladší syn Přemka III. (Přemyslava) ze Žerotína (1629–1673) a jeho manželky Alžběty Juliány z Oppersdorfu (1632/1633–1669). Osiřel, když mu bylo šest let. Proto jej a jeho bratra Maxmiliána Františka (1662–1706) vychovávala teta z otcovy strany hraběnka Angelina Sibyla z Galle (po 1620–1695). V této době probíhaly na velkolosinském panství smutně proslulé čarodějnické procesy, které v našich zemích neměly obdoby. Teprve rok po její smrti byly z iniciativy Jana Jáchyma procesy zastaveny, neboť poškozovaly hospodářské zájmy panství.
V roce 1686 byl Jan Jáchym prohlášen za plnoletého a vydal se na kavalírskou cestu. Podrobnosti o jeho životě známe z deníkových záznamů, které si německy vedl mezi lety 1704 a 1716.

### Kariéra
Téměř celý svůj život spojil s vídeňským císařským dvorem. Nebyl však příliš ambiciózní, nebyl kariéristou, spokojil se s pozicí císařského komorníka. Komornický klíč získal v roce 1688, kdy byl také jmenován přísedícím moravského zemského soudu. V roce 1698 se stal skutečným komorníkem římsko-německého krále Josefa I. a tuto pozici neztratil, ani když se Josef I. stal v roce 1705 císařem. Velkou výhodou bylo, že byl jako skutečný komorník v bezprostřední blízkosti panovníka. Pomáhal mu s hygienou, oblékáním, obsluhoval ho u stolu a doprovázel ho, někdy se dokonce účastnil i poradních zasedání a audiencí. Hlavní služba, kdy musel být zcela k dispozici přímo pobýval u krále nebo císaře, trvala jeden týden a vykonával ji ve dvojici s jiným šlechticem. Těchto hlavních služeb bylo jen několik do roka. Ve zbylý čas setrvával ve Vídni a také docházel ke dvoru. Ve Vídni trávil několik měsíců ročně, v létě většinou pobýval ve Velkých Losinách a zimní měsíce trávil ve větších městech, např. v Brně. Pobyt u dvora mu poskytoval bohaté společenské vyžití.
V roce 1706 byl povýšen na říšského hraběte a v roce 1711, respektive 1712 získal dědičný hraběcí titul i pro české země. V roce 1714 se stal prvním komorníkem císařovny vdovy Amálie Vilemíny s přílušností do Schönbrunnu.

### Majetek

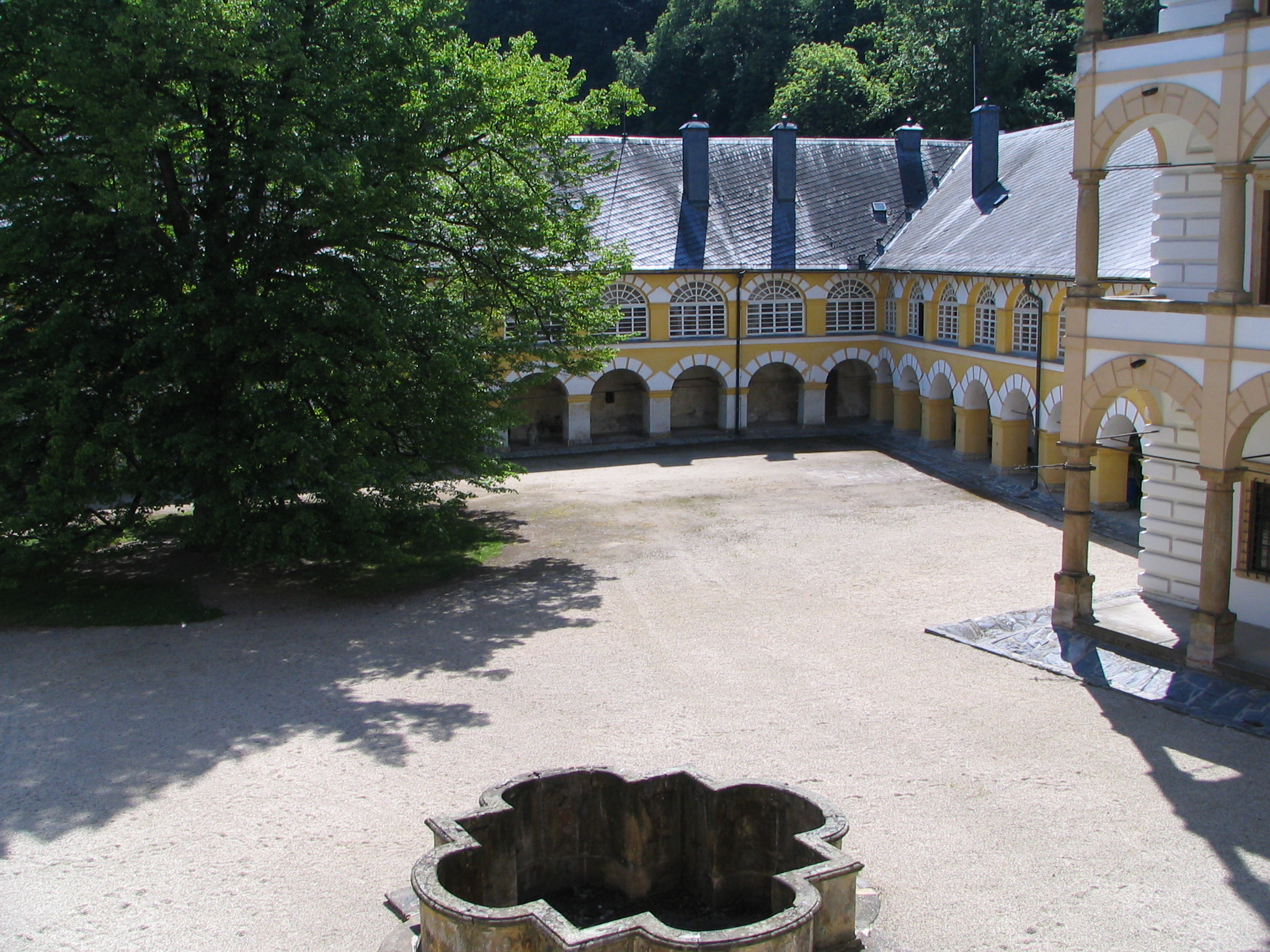
Pohled na barokní křídlo zámku Velké Losiny z doby Jana Jáchyma. Arkády v prvním patře byly zaskleny až v 19. století.

V listopadu 1691 skončil dvouletý proces s bratrem o dědictví. Jan Jáchym poté vlastnil panství Velké Losiny a Třemešek. Na zámku Velké Losiny byla koncem 17. a počátkem 18. století na místě dříve stržených hospodářských budov vystavěna barokní křídla včetně arkád. Dne 1. srpna 1700 zakoupil od bratra Maxmiliána Františka panství Vízmberk (dnes Loučná nad Desnou) a po bratrově smrti v roce 1706 převzal biskupské léno Valašské Meziříčí. Konečně v roce 1710 zakoupil Bludov, Chromeč a Bohutín od Lichtenštejn-Kastelkornů. Žena přinesla do manželství ještě slezské fideikomisní panství Prusy.

### Rodina
Oženil se s Luisou (Ludovikou) Vilemínou z Lilgenau († 27. červenec 1737), dcerou Viléma Václava z Lilgenau a Uršuly Hedviky z Groebenu. Narodilo se jim šest dětí, tři synové a tři dcery. Dospělosti se však dožil pouze Jan Ludvík (1691–1761) a Luisa Karolína (1692–1750).